# Erika Andreeva
Erika Aleksandrovna Andreeva (em russo:  Эрика Александровна Андреева; nascida em 24 de junho de 2004) é uma tenista profissional russa.
Em simples, Erika foi classificada como a número 114 pela WTA, em 24 de abril de 2023. Erika também tem uma classificação de duplas WTA, a mais alta de sua carreira, no número 457 do mundo, alcançada em 20 de novembro de 2023. Ela ganhou três títulos de simples e um de duplas no Circuito Feminino da ITF.

## Carreira júnior
Erika terminou como vice-campeã no Aberto da França de 2021 na chave individual feminina. Ela perdeu para Linda Nosková na final em sets diretos.

## Carreira profissional

### 2020-21: Primeiro título ITF
Em novembro de 2020, Erika ganhou seu primeiro título sênior do Circuito Feminino da ITF no evento de US$ 15k em Pazardzhik, vencendo Sofia Milatová [de] na final em jogo de três sets. Apenas um mês depois, ela ganhou seu segundo título da ITF, desta vez no torneio de US$ 15k no Cairo onde venceu Carolina Meligeni Alves na final em sets diretos.
Em março de 2021, Erika ganhou seu terceiro torneio de US$ 15k da ITF em Xarm el-Xeikh, batendo a suíça Jenny Dürst [en] na final em jogo de três sets. Em agosto ela chegou à final do torneio de US$ 25k em Verbier, que perdeu para Ylena In-Albon [en] em sets diretos. Em dezembro, ela chegou à final de outro torneio de US$ 25k em Selva di Val Gardena, a qual perdeu para Yuan Yue em sets diretos.

### 2022: estreia no WTA Tour e Grand Slam, primeira vitória no WTA
Em maio de 2022, Erika jogou sua primeira final significativa no Circuito ITF, no US$ 100k+H La Bisbal d'Emporda [en], mas perdeu de virada após vencer o primeiro set.
Erika fez sua estreia no WTA Tour no Ladies Open Lausanne depois de passar pela qualificatória. Lá ela registrou sua primeira vitória no WTA Tour depois de perder apenas três games contra Anna Blinkova na primeira rodada.
Erika fez sua estreia em torneios Major no US Open, vencendo suas três partidas da qualificatória para ganhar uma vaga na chave principal. Na primeira rodada da chave principal ela enfrentou a cabeça de chave Petra Kvitova, e apesar de conseguir levar o primeiro set ao "tiebreak" acabou perdendo a partida em sets diretos.
Em outubro Erika chegou à semifinal do W100 Les Franqueses del Valles [en] que perdeu em sets diretos para a eventual campeã JasminePaolini.

### 2023: Estreia no WTA 1000 e primeira vitória
Classificada em 135ª no ranking da WTA quando do ATX Open inaugural em Austin, Texas, Erika alcançou a chave principal como "lucky loser" e venceu a partida mais longa da temporada até então contra Harriet Dart, com duração de três horas e 32 minutos na primeira rodada. Em seguida ela perdeu para Anna-Lena Friedsam em outra partida que durou mais de três horas.
Erika recebeu um "wild card" para a chave principal, em sua estreia em torneios WTA 1000 no Miami Open, e venceu sua primeira partida derrotando a também "wild card"  Ashlyn Krueger mas perdendo na sequência para a "lucky loser" Magdalena Fręch.
Em sua estreia no Aberto da França, Erika entrou como uma "lucky loser" após a desistência de outra russa, Anna Kalinskaya por contusão. Na partida da primeira rodada da chave principal ela perdeu para Emma Navarro em jogo de três sets.
Em outubro Erika chegou à final do Open Rouen Métropole que perdeu para Viktorija Golubic em sets diretos.
No final de novembro / início de dezembro, Erika fez uma excelente campanha no Andorrà Open, sendo campeã na chave de duplas, onde com a parceira Céline Naef [en], venceram a dupla cabeça de chave número dois Tímea Babos / Heather Watson em sets diretos na final. Na chave de simples, ela chegou à final, passando por: Susan Bandecchi [en] na primeira rodada, por Celine Naef [en] (sua parceira nas duplas) na segunda, por Ella Seidel [en] na terceira e por Heather Watson na semifinal, de virada em jogo de três sets. Na final ela perdeu para Marina Bassols Ribera em dois sets bem equilibrados. No torneio seguinte, o Open Angers Arena Loire, Erika chegou às quartas de final, jogo que perdeu para Clara Burel em três sets. Seu compromisso seguinte foi no Open de Limoges, no qual chegou até as semifinais depois de eliminar de forma convincente a cabeça de chave número um do torneio, Elisabetta Cocciaretto, então N° 46 do ranking. Na sua semifinal no entanto, ela perdeu para a francesa  Elsa Jacquemot em jogo de três sets.

### 2024
Erika iniciou a temporada pelo giro australiano sem muito sucesso. Primeiro tentou o Canberra Tennis International onde venceu a vinda da qualificatória Rebecca Marino na primeira rodada em sets diretos e perdeu para a cabeça de chave N° 3 Oceane Dodin na segunda em jogo de três sets. Depois disso, tentou uma vaga para a chave principal do Australian Open. Na qualificatória para esse Major, ela venceu a "wild card" da casa Kaylah McPhee [en] na primeira rodada em sets diretos e perdeu para Polina Kudermetova [en] na segunda também em sets diretos, não conseguindo portanto a almejada vaga. No final de janeiro, Erika partiu para a Europa, e ainda em quadras duras, participou do Upper Austria Ladies Linz onde passou pela qualificatória, vencendo a "wild card" local Arabella Koller [de] aplicando-lhe uma "bicicleta" (placar de 6-0, 6-0) na primeira rodada e Tamara Korpatsch [en] na segunda em jogo de três sets. Na chave principal, enfrentou Dayana Yastremska, uma das semifinalistas do Australian Open, em um jogo muito disputado que acabou perdendo em três sets. No Transylvania Open, depois de passar pela qualificatória, ela chegou à segunda rodada da chave principal, onde perdeu para a cabeça de chave N° 8 e eventual finalista, Ana Bogdan em sets diretos. No giro do Oriente Médio, ela também passou pela qualificatória e chegou à segunda rodada do Qatar Open e perdeu para Ekaterina Alexandrova em jogo de três sets. No giro americano, em Indian Wells, também passou pela qualificatória mas perdeu na primeira rodada da chave principal para Danielle Collins em sets diretos, porém muito equilibrados, decididos no "tiebreak". No Fifth Third Charleston 125, ela passou pela qualificatória e chegou às quartas de final, onde perdeu para Wang Yafan em sets diretos. No Miami Open ela entrou direto na chave principal e perdeu na primeira rodada para Elina Avanesyan em jogo de três sets.
Erika iniciou a temporada de saibro no San Luis Open, no qual foi forçada a se retirar durante a partida da segunda rodada por contusão. De volta à Europa, participou do Catalonia Open, perdendo na segunda rodada para Arantxa Rus em sets diretos. Em seguida, ela tentou o Aberto de Roma, mas perdeu para Laura Pigossi na primeira rodada da qualificatória. Na sequencia, no Trophée Clarins, ela chegou às quartas de final onde perdeu para a cabeça de chave N° 6 e eventual campeã, Diana Shnaider, em sets diretos. Depois disso, tentou o Internationaux de Strasbourg, no qual passou pela qualificatória mas perdeu na primeira rodada da chave principal para a "wild card" local, Fiona Ferro em sets diretos. Ranqueada como N° 100 na época do Aberto da França, Erika se beneficiou da desistência de Yanina Wickmayer (N° 91), e a substituiu, entrando direto na chave principal. No entanto, perdeu na primeira rodada para a cabeça de chave N° 2, Aryna Sabalenka, em sets diretos.

## Vida pessoal
Erika é a irmã mais velha da também tenista profissional Mirra Andreeva. Ambas são de Krasnoyarsk, mas se mudaram para Moscou para treinar. Desde 2022, ela e Mirra treinam no "Elite Tennis Centre" em Cannes, França, antiga base de treinamento de Daniil Medvedev.

## Quadros de linha de tempo
| V | F | SF | QF | #R | RR | Q# | P# | NQ | NP | Z# | PO | O | P | B | NTM | NTI | A | NO |

 •  (V) vencedor; (F) finalista; (SF) semifinalista; (QF) quartas de final; (#R) rodada 4, 3, 2, 1; (RR) round-robin; (Q#) rodada qualificatória; (P#) rodada preliminar; (NQ) não qualificado; (NP) não participou; (Z#) grupo zonal da Davis/Fed Cup (com número indicativo) ou (PO) play-off; (O) ouro, (P) prata ou (B) bronze medalha Olímpica/Paralímpica; (NTM) não é torneio Masters; (NTI) não é torneio nível I; (A) adiado; (NO) não ocorreu; (TS) taxa de sucesso (eventos vencidos / participados); (V–P) jogos vencidos-perdidos.
 •  Para evitar confusões e contagem em duplicidade, esses quadros são atualizados após a conclusão de um torneio ou quando a participação de um jogador termina.
Apenas os resultados da chave principal no WTA Tour, torneios do Grand Slam, Fed Cup/Billie Jean King Cup e Jogos Olímpicos estão incluídos nos recordes de vitórias e derrotas.

### Simples
Atual após o Aberto da França de 2024.
| Torneio                  | 2022 | 2023 | 2024  | TS                     | V–P                    | %–V                    |
| ------------------------ | ---- | ---- | ----- | ---------------------- | ---------------------- | ---------------------- |
| Torneios de Grand Slam   |      |      |       |                        |                        |                        |
| Australian Open          | NP   | Q3   | Q2    | 0 / 0                  | 0–0                    | –                      |
| Aberto da França         | NP   | 1R   | 1R    | 0 / 2                  | 0–2                    | 0%                     |
| Wimbledon                | NP   | Q2   |       | 0 / 0                  | 0–0                    | –                      |
| US Open                  | 1R   | Q3   |       | 0 / 1                  | 0–1                    | 0%                     |
| Vencidos-Perdidos        | 0–1  | 0–1  | 0–0   | 0 / 2                  | 0–2                    | 0%                     |
| WTA 1000                 |      |      |       |                        |                        |                        |
| Qatar Open               | NP   | NTI  | 2R    | 0 / 1                  | 1–1                    | 50%                    |
| Dubai Championships      | NTI  | NP   | Q1    | 0 / 0                  | 0–0                    | –                      |
| Indian Wells Open        | NP   | Q1   | 1R]]  | 0 / 0                  | 0–0                    | 0%                     |
| Miami Open               | NP   | 2R   | 1R    | 0 / 2                  | 1–2                    | 50%                    |
| Madrid Open              | Q1   | Q1   | NP    | 0 / 0                  | 0–0                    | –                      |
| Italian Open             | NP   | Q1   | Q1    | 0 / 0                  | 0–0                    | –                      |
| Canadian Open            | NP   | NP   |       | 0 / 0                  | 0–0                    | –                      |
| Cincinnati Open          | NP   | NP   |       | 0 / 0                  | 0–0                    | –                      |
| Wuhan Open               | NO   | NP   | 0 / 0 | 0–0                    | –                      |                        |
| China Open               | NO   | NP   |       | 0 / 0                  | 0–0                    | –                      |
| Guadalajara Open         | NP   | NP   | NTI   | 0 / 0                  | 0–0                    | –                      |
| Estatísticas da carreira |      |      |       |                        |                        |                        |
|                          | 2022 | 2023 | 2024  | TS                     | V–P                    | %–V                    |
| Torneios                 | 3    | 7    | 7     | Total da carreira: 17  | Total da carreira: 17  | Total da carreira: 17  |
| Títulos                  | 0    | 0    | 0     | Total da carreira: 0   | Total da carreira: 0   | Total da carreira: 0   |
| Finais                   | 0    | 0    | 0     | Total da carreira: 0   | Total da carreira: 0   | Total da carreira: 0   |
| Duro Vencidos–Perdidos   | 0–1  | 4–4  | 2–5   | 0 / 10                 | 6–10                   | 38%                    |
| Saibro Vencidos–Perdidos | 1–2  | 1–3  | 0–2   | 0 / 7                  | 2–7                    | 22%                    |
| Grama Vencidos–Perdidos  | 0–0  | 0–0  |       | 0 / 0                  | 0–0                    | –                      |
| Vencidos-Perdidos geral  | 1–3  | 5–7  | 2–7   | 0 / 17                 | 8–17                   | 32%                    |
| % de Vitórias            | 25%  | 42%  | 22%   | Total da carreira: 32% | Total da carreira: 32% | Total da carreira: 32% |
| Ranking de final de ano  | 122  | 142  |       | US$ 612.928            | US$ 612.928            | US$ 612.928            |

## Finais de WTA Challengers

### Simples: 2 (2 vices)
| Status | V–D | Data     | Torneio                      | Piso     | Oponente              | Placar      |
| ------ | --- | -------- | ---------------------------- | -------- | --------------------- | ----------- |
| Perdeu | 0–1 | Out 2023 | Open Rouen Métropole, França | Duro (i) | Viktorija Golubic     | 4–6, 1–6    |
| Perdeu | 0–2 | Dez 2023 | Andorrà Open, Andorra        | Duro (i) | Marina Bassols Ribera | 5–7, (3)6–7 |

### Duplas: 1 (1 título)
| Status | V–D | Data     | Torneio               | Piso     | Parceira    | Oponentes                  | Placar   |
| ------ | --- | -------- | --------------------- | -------- | ----------- | -------------------------- | -------- |
| Venceu | 1–0 | Dez 2023 | Andorrà Open, Andorra | Duro (i) | Céline Naef | Tímea Babos Heather Watson | 6–2, 6–1 |

## Finais do Circuito ITF

### Simples: 6 (3 títulos, 3 vices)
| Legenda                      |
| ---------------------------- |
| Torneios de US$ 100,000      |
| Torneios de US$ 80,000       |
| Torneios de US$ 60,000 (1–2) |
| Torneios de US$ 25,000 (0–2) |
| Torneios de US$ 15,000 (3–0) |
| Torneios de US$ 10,000 (1–0) |

| Status | V–D | Data     | Torneio                          | Nível     | Piso   | Oponente                | Placar           |
| ------ | --- | -------- | -------------------------------- | --------- | ------ | ----------------------- | ---------------- |
| Venceu | 1–0 | Nov 2020 | ITF Pazardzhik, Bulgária         | 15.000    | Saibro | Sofia Milátová          | 1–6, 6–0, 6–2    |
| Venceu | 2–0 | Dez 2020 | ITF Cairo, Egito                 | 15.000    | Saibro | Carolina Meligeni Alves | 6–1, 6–3         |
| Venceu | 3–0 | Mar 2021 | ITF Sharm El Sheikh, Egito       | 15.000    | Duro   | Jenny Dürst             | 1–6, 7–6(3), 6–0 |
| Perdeu | 3–1 | Ago 2021 | ITF Verbier, Suíça               | 25.000    | Saibro | Ylena In-Albon          | 1–6, 4–6         |
| Perdeu | 3–2 | Dez 2021 | ITF Selva Gardena, Itália        | 25.000    | Duro   | Yuan Yue                | 2–6, (4)6–7      |
| Perdeu | 3–3 | Mai 2022 | ITF La Bisbal d'Emporda, Espanha | 100.000+H | Saibro | Wang Xinyu              | 6–3, (0)6–7, 0–6 |

### Duplas: 2 (1 título, 1 vice)
| Legenda                      |
| ---------------------------- |
| Torneios de US$ 100,000      |
| Torneios de US$ 80,000       |
| Torneios de US$ 60,000       |
| Torneios de US$ 25,000 (1–1) |
| Torneios de US$ 15,000 (1–1) |

| Status | V–D | Data     | Torneio             | Nível  | Piso   | Parceira            | Oponentes                             | Placar           |
| ------ | --- | -------- | ------------------- | ------ | ------ | ------------------- | ------------------------------------- | ---------------- |
| Venceu | 1–0 | Ago 2021 | ITF Verbier, Suíça  | 25.000 | Saibro | Ekaterina Makarova  | Diāna Marcinkēviča Maria Timofeeva    | 7–6, 6–1         |
| Perdeu | 1–1 | Set 2021 | ITF Vienna, Áustria | 25.000 | Saibro | Ekaterina Kazionova | Carolina Meligeni Alves Martyna Kubka | 7–6, 4–6, [7–10] |

## Carreira júnior

### Finais de Grand Slam

#### Simples: 1 (1 vice)
| Status | Ano  | Torneio          | Piso   | Oponente      | Placar      |
| ------ | ---- | ---------------- | ------ | ------------- | ----------- |
| Perdeu | 2021 | Aberto da França | Saibro | Linda Nosková | 6(3)–7, 3–6 |